# 瑪麗亞·希爾
瑪莉亞·希爾（英語：Maria Hill）是漫威漫畫的特工及前領導人。做為神盾局的主要幹部，她常出現於各個復仇者聯盟成員中的故事情節。主要出場於2000年代後期內戰和秘密入侵劇情，每月的鋼鐵人系列，其中她在“黑暗王朝”和“史塔克解體（Stark Disassembled） ”的故事情節中扮演主要配角。

## 出版歷史
瑪莉亞·希爾首次出現在《新復仇者》第4期（2005年3月）中，由布萊恩·麥可·班迪斯和大衛·芬奇創作。
在她第一次出現時，漫威漫畫的主編喬·克薩達描述了這個角色：“希爾有著一個如此強烈的個性，她就像一股大自然的力量，坦白來講，雖然也許沒有立即被所有參與者所喜愛，但她肯定和尼克·福瑞一樣強大且威風。我覺得現在人們認為她是個局外人，但我認為她並沒有比福瑞更不嚴苛，不同的是我們尚未明確表示她的動機。”
瑪莉亞·希爾在2010-2013年《復仇者》系列中扮演了一個配角，從第1期（2010年7月）到最後第34期（2013年1月），但只是在上半年的運行後偶爾出現。
2014年，瑪莉亞·希爾是《黑寡婦》系列和《秘密復仇者》系列的常規配角。

## 人物經歷

### 簡介
瑪莉亞·希爾出生於美國伊利諾州芝加哥，長大後加入美軍，後來成為神盾局的特工。
復仇者聯盟曾經懷疑希爾是各種罪行的同謀，但缺乏證據證明她的瀆職行為。同時，希爾亦曾經懷疑復仇者聯盟是否隱藏了與“M皇室”事件有關的非法議程。她綁架了蜘蛛人和幻視並向他們詢問情況。
當她無視一道總統的命令（用核彈攻擊一座島嶼，儘管復仇者聯盟還在島上）時，她贏得了鋼鐵人的尊重。

### 內戰
在2006-2007故事情節《內戰》中，美國隊長拒絕協助希爾準備逮捕任何拒絕遵守“超人類登記法”的超級英雄，認為此類活動具有政治動機，但希爾認為美國隊長必須服從美國人民的意志，並企圖逮捕他。美國隊長與升空母艦戰鬥並逃脫。在該法案通過成為法律後，希爾是其領先的執法者之一。她勒索神力人積極支持神盾局的行動，追捕反對“登記法”的超級英雄。她派已經被洗腦的克里族超級士兵諾-法爾捕捉離家童盟。在蜘蛛人失控後，她指揮雷霆特攻隊捕捉他；被派出的兩名雷霆特攻隊成員滑稽演員和傑克南瓜燈被懲罰者殺死。在反對派攻擊史塔克大廈的行動讓她受到挫敗之後，希爾向鋼鐵人承認她不希望自己擔任神盾局的局長；認為自己不該是這個位子的首要人選，她認為除了尼克·福瑞之外唯一一個應該領導該組織的人是鋼鐵人。在內戰結束時，美國總統任命「鋼鐵人」東尼·史塔克為神盾局的新局長，瑪莉亞·希爾則擔任代理副局長。

### 副局長
在擔任神盾局的副局長之後，瑪莉亞·希爾成為神盾局內閣的核心成員，並協助史塔克處理各種恐怖組織的突然崛起，這些組織已獲得超高級生物武器。與內閣中其他成員（包括她個人厭惡的薩爾·甘迺迪（Sal Kennedy））不同，希爾仍然對所有這些襲擊背後的單一陰謀持懷疑態度。當滿大人的感染性腫瘤開始在升空母艦上感染時，希爾組織了疏散行動，她錯誤地認為感染是襲擊的主要目的。隨後，希爾變得更加信任史塔克的領導，並且更不受傳統程序的束縛，特別是在與唐·唐·杜根的對抗之後，他迫使她面對這個事實：她顯然地願意採取行動，允許無辜的人死亡，同時仍然堅持“書”的原則，因為替代方案是不服從命令。她最終讓她的事業充滿危險，因她在神盾局的戒嚴令下封鎖了聯合國，讓史塔克可以逃脫一個反對他的審判並追查滿大人。

### 2008-2010年的故事情節
在2008年的《秘密入侵》的故事情節，在升空母艦被史克魯爾人攻擊並接管後，她發現許多史克魯爾人變形取代了艾德恩·賈維斯和一些神盾局的特工。史克魯爾人讓她成為了神盾局的局長，並要求她代表人類公開投降。希爾並不妥協，於是史克魯爾人處死了希爾，但這個“希爾”被揭示為希爾的生命誘導模型。希爾隨後啟動了升空母艦的自毀系統，殺死了所有史克魯爾潛入者，並通過噴氣式飛機逃脫。
在史克魯爾人入侵失敗之後，在《黑暗王朝》故事情節中，神盾局被總統解散，希爾和東尼失去了工作，取而代之的是新任命的局長諾曼·奧斯朋，後者將神盾局改為天錘局。在《鋼鐵人》月刊系列中，希爾試圖過正常的生活，但奧斯朋派遣天錘局逮捕她以防盜竊。在史塔克偷走了超人類註冊數據庫之後，她與再次與他合作。隨著他們的合作越來越緊密，他們的關係也越加親密，甚至發生了一次性關係。希爾被史塔克派去執行任務以取回硬碟。希爾發現了躲在Futurepharm研究機構的地下室裡的控制者，正使用著一台容納許多人的大型機器，她隨後在躲避他時感到十分急躁多疑。在下載史塔克傳給她的數據之後，她請黑寡婦將數據傳遞給美國隊長，同時躲避天錘局的特工。然而，當天錘局攔截來自史塔克的電子郵件時，他們全被捕獲了。接著他們被偽裝成面具夫人的小辣椒·波茲給救出。
在2010年的《圍城》故事情節中，在奧斯朋對雷神索爾和他的家園阿斯嘉發動攻擊後，希爾帶著一把大槍到來並幫助索爾。希爾成為了《鋼鐵人》系列中的配角，保護他和他的朋友免受多重威脅。在隨後的“英雄時代”故事情節中，希爾由美國隊長任命，與一個新的復仇者團隊合作，成為該團隊的聯絡員。她與另外兩個復仇者團隊的聯絡員雪倫·卡特及維多莉亞·漢德討論該如何擊敗吸收人，她後來想出了一個辦法並成功逮捕了吸收人。

### 2010年至今
在尼克·福瑞死後，她被任命為指揮官兼代理局長，最後擔任神盾局的局長，繼黛西·約翰森的行動之後，秘密復仇者入侵了超智機構。她甚至與X戰警合作，希望抓住因謀殺X教授而逃亡的獨眼龍。
在《復仇者：對峙！》的故事情節中，希爾和神盾局建立了快樂山丘（Pleasant Hill），這是一個超級惡棍監獄，設計類似於一個封閉的社區。在快樂山丘工作的期間，希爾擔任快樂山丘的“市長”。她和神盾局的科學家使用宇宙魔方變化成的少女科比克將重力子變成名為舉止溫和的廚師，並也以此方式改造了其他許多原超級惡棍。當美國隊長前來面對希爾時，他告訴她，他知道柯比克項目這件事。希爾向美國隊長介紹了快樂山丘的居民：她告訴他這些溫和的居民都是經他們改造後的原超級惡棍。並在與美國隊長談話到一半時遭到齊莫男爵和修理者襲擊並受傷。
繼《內戰2》故事情節之後，希爾被試圖得到安全密碼許可以控制可用的升空母艦和三飛飾的迪亞布羅綁架，接著她被末日博士救出。

## 能力
希爾是一位非常傑出的指揮官、領導者、戰術家和軍事戰略家。她是一位技藝高超的武術家和手持武器戰鬥家，同時也是一位精熟的射手和武裝戰鬥員。

## 其他版本

### 漫威漫畫2
在漫威漫畫2的世界裡，瑪莉亞·希爾是國家安全部隊的成員。當政府任務出錯時，一塊血蜘蛛共生體被釋放出來。共生體被該世界的蜘蛛人的女兒蜘蛛女孩阻止，她將這件事報告給尼克·福瑞。後來她控訴次代復仇者的成員，雪伦·卡特的侄女美國夢對抗美國政府，因這名女英雄破壞了一次政府的任務。

### 終極宇宙
在終極宇宙中，瑪莉亞·希爾是一名紐約警察局的兇殺偵探，前神盾局特工。她調查了潛行者和貝蒂·布蘭特的死亡事件，這讓她發現麥爾斯·莫拉雷斯就是蜘蛛人。

## 其他媒體

### 電影
- 漫威電影宇宙：由蔻碧·史莫德飾演瑪莉亞·希爾，是神盾局副局長。洞見計畫後，神盾局解體，瑪莉亞·希爾進入史塔克工業（英语：Stark Industries），另外暗中協助尼克·福瑞。
  - 《復仇者聯盟》（2012年）
  - 《美國隊長2：酷寒戰士》[1]（2014年）
  - 《復仇者聯盟2：奧創紀元》（2015年）
  - 《復仇者聯盟3：無限之戰》[2] （2018年）：片尾客串
  - 《復仇者聯盟：終局之戰》[3]（2019年）
  - 《蜘蛛人：離家日》[4]（2019年）

### 劇集
- 漫威電影宇宙：由蔻碧·史莫德飾演瑪莉亞·希爾。
  - 《神盾局特工》第一至二季[5][6]（2013-2015年）：客串
  - 《無限可能：假如…？》（2021年）[7]：動畫劇集，配音演出。
  - 《秘密入侵》（2023年）

### 電子遊戲
- 《漫威復仇者聯盟》